# Ferdinand Christian Baur
Ferdinand Christian Baur (21. juni 1792 i Schmiden ved Fellbach – 2. december 1860 i Tübingen) var en tysk teolog, kirke- og dogmehistoriker
som bidrog med at introducere den historisk-kritiske metode til den nytestamentlige forskning
og derved bringe denne på højde med samtidens historiske videnskab, hvorfor han regnes blandt den tyske kirkehistorieskrivnings betydeligste.

## Ordningsprincip fra Hegel
Grane karakteriserer Baurs indsats således:
Baur var ikke tilfreds med den tilfældighed der prægede supranaturalisterne i deres omgang med historien; han var optaget af hvilken metode man kunne anvende i studiet af den kirkelige fortid så det billede der træder frem for os, ikke er et vilkårligt billede, alt for præget af hvad der – tilfældigt – måtte optage os. Han ledte efter en metode, og mente at finde et ordningsprincip i det hegelske system, der kunne anvendes på de nytestamentlige skrifter således at man blev bragt til at se (kunne se) at der finder en langsom udligning sted mellem modsatte tendenser: en petrinsk-jødekristen og en paulinsk-hedningekristen; den 'hegelske' syntese udgøres herefter af den oldkatolske kirke. 

På den måde mente Baur inden for Det Ny Testamente at finde sammenhængen i den teologiske udvikling som en idéens eller de teologiske tendensers historie, i stedet for at lade sig nøje med løse, vilkårligt sammenføjede enkeltheder